# Pulau Tajaan
Pulau Tajaan är en ö i Indonesien.   Den ligger i provinsen Jawa Timur, i den västra delen av landet, 900 km öster om huvudstaden Jakarta. Arean är 0,12 kvadratkilometer.
Terrängen på Pulau Tajaan är platt. Öns högsta punkt är 12 meter över havet. 